# Ču Wen (režisér)
Ču Wen (čínsky 朱文, v transkripci pinyin Zhū Wén) (* 1967) je čínský spisovatel, režisér a scenárista.

## Život a spisovatelská dráha
Narodil se roku 1967 ve městě Čchuan-čou v provincii Fu-ťien, dětství strávil v provincii Ťiang-su. Vystudoval energetiku na Jihovýchodní univerzitě v Nankingu, poté nastoupil jako inženýr do elektrárny. V roce 1989 začal publikovat své básně a brzy začal být spojován s nankingskou skupinou Tcha-men ("Oni"), volným uskupením autorů, mezi které patří například Chan Tung, Siao Wej a Li Chung-čchi. Po pěti letech v elektrárně (v roce 1994) toto zaměstnání opustil a stal se spisovatelem na volné noze. Od té doby vydal šest sbírek povídek, dvě sbírky básní a jeden román.
V roce 1998 spolu se spisovatelem Chan Tungem inicioval hnutí Tuan-lie ("Rozkol"), které ventilovalo nespokojenost autorů s literárním establišmentem. Ču a Chan rozeslali zhruba sedmdesáti spisovatelům dotazník obsahující třináct otázek, jako například "Má pro vás moderní čínská literární kritika nějakou skutečnou hodnotu? Myslíte, že moderní literární kritikové mají právo či dostatečný talent, aby mohli ukazovat cesty vašemu psaní?" Na dotazník odpovědělo 55 spisovatelů, odpovědi byly většinou sarkastické a negativní.

## Filmařská kariéra
Ču Wen patří mezi představitele 6. generace čínských filmařů. Jeho režijním debutem byl film Plody moře (海鲜, 2001), který natočil podle vlastního scénáře a také jej sám stříhal. Film získal zvláštní ocenění poroty v sekci Současný film na Filmovém festivalu v Benátkách 2001. Byl uveden na MFF Karlovy Vary 2002 v sekci Fórum nezávislých. Jeho druhý film, Na jih od mraků (云的南方, 2003), získal cenu NETPAC (Network for Promotion of Asian Films) na Berlínském filmovém festivalu 2004. Byl uveden na MFF Karlovy Vary 2005 v sekci Jiný pohled.
Předtím se Ču Wen podílel na scénářích k filmům Dešťové mraky nad Wu-šanem (巫山云雨, 1996) režiséra Čang Minga a Sedmnáct let (过年回家, 1999) režiséra Čang Jüana.